# Џефри Дин Морган
Џефри Дин Морган (енгл. Jeffrey Dean Morgan; рођен 22. априла 1966. у Сијетлу, Вашингтон), амерички је филмски, ТВ и гласовни глумац. Глумио је у филмовима као што су Надзирачи, Разјареност и Бетмен против Супермена: Зора праведника. Такође је познат и по улози Џона Винчестера у Ловци на натприродно, Денија Дукета у Грејовој анатомији и Негана у
Окружен мртвима.